# Игры (Древний Рим)

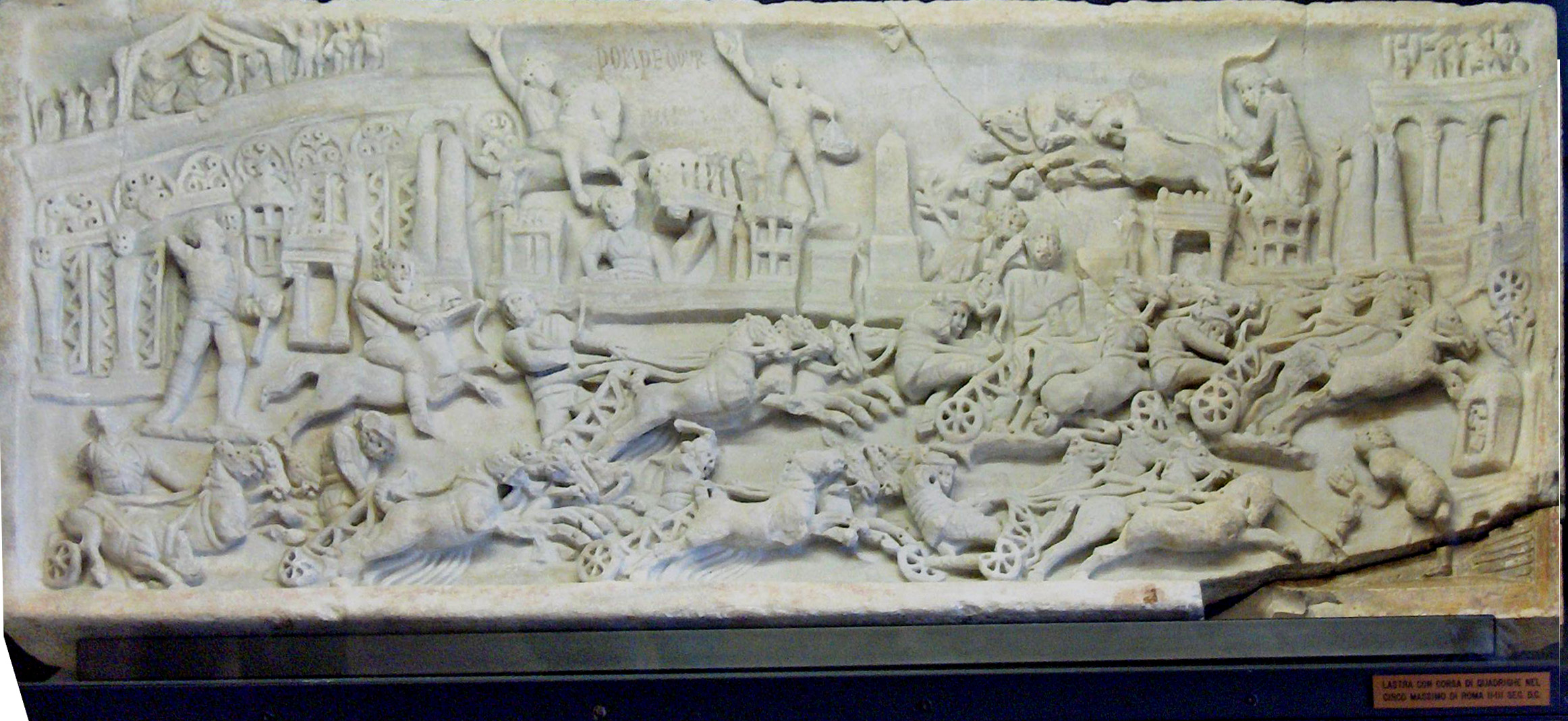
Рельеф II века с изображением гонок на колесницах.

Древнери́мские и́гры (лат. ludi) — общественные празднества в Древнем Риме, включавшие атлетические состязания, гонки колесниц, кулачный и звериный бои, сценическое разыгрывание сражений (в т. ч. морских), театральные постановки и конкурсы музыкантов-исполнителей. Подобно древнегреческим агонам, игры у римлян тесно соотносились с религиозным культом; несмотря на общий упадок религиозности в эпоху расцвета римского государства, их число увеличивалось, а обстановка становилась роскошней. 
Гладиаторские бои подчинялись собственному календарю состязаний (munera), но включались в программу игр при императоре Калигуле.

## Характеристика
Общественные игры (ludi publici) подразделялись на:
- периодически повторяющиеся (ludi stati),
- совершавшиеся по обету (ludi votivi),
- чрезвычайные (ludi extraordinarii).

По своему роду (составу и месту исполнения) разделялись также на цирковые (circenses), введение которых приписывалось ещё Ромулу, гладиаторские (gladiatorii) и театральные (scaenici). Первые находились в заведовании эдилов, которые ставили их за свой счёт и старались превзойти друг друга в роскоши, с целью заслужить благоволение толпы. Они открывались торжественной процессией, обходившей весь цирк, после чего начинались состязания, состоявшие в беге, ристании колесниц, кулачном бое и сценических сражениях, даже морских (naumachiae). Гладиаторские бои происходили в амфитеатре, театральные — в театре.
Важнейшие из римских общественных игр (ludi publici)

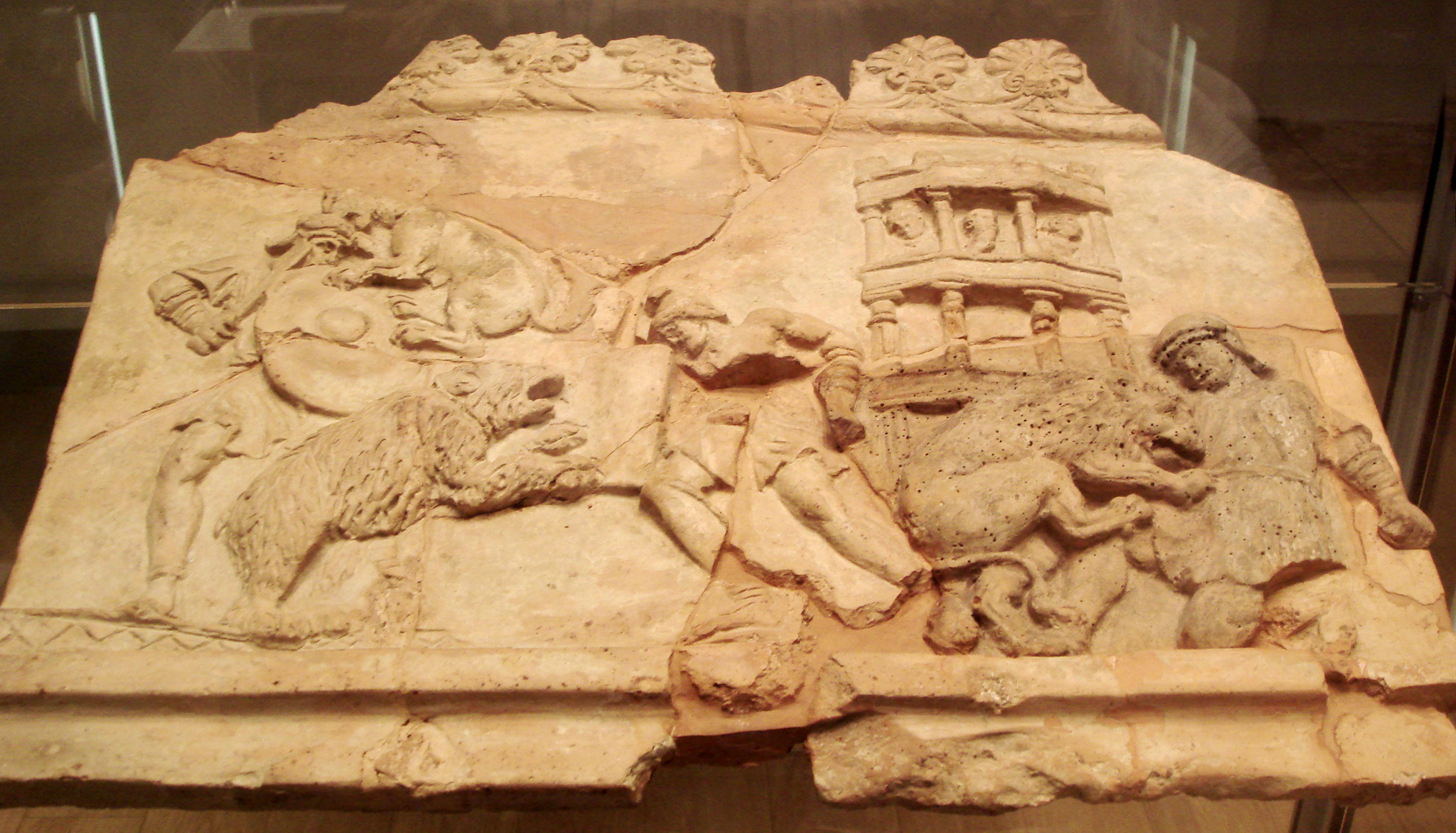
Терракотовая палетка (I век) со сценой травли зверей на арене (вид кровавой забавы).

- Римские игры (Ludi Romani), или Великие игры (Ludi Magni) — древнейшие и главные общественные римские празднества, которые проводились ежегодно (с перерывами) в сентябре начиная с 494 г. до н.э. (по свидетельству Тита Ливия) до второй половины IV в. н.э. По Сексту Помпею Фесту, празднества посвящались Юпитеру. «Историческим» поводом было отмечание годовщины победы римлян на Регильском озере в 496 г. до н.э. (Дионисий Галикарнасский и Цицерон). Уже в древнейшее время на них тратились большие суммы (500 мин серебра ежегодно). Именно на Римских играх в 240 г. до н.э. была поставлена первая латинская пьеса (Ливия Андроника; по модели греческой трагедии).
- Аполлинарии (Ludi Apollinares) — учрежденные во время 2-й Пунической войны (212 до р. Х.). Совершались 5 июля в Circus Maximus;
- Капитолийские игры (Ludi Capitolini) — в честь Юпитера, после изгнания галлов;
- Флоралии (Ludi Florales или Floraria) — весенний праздник, в поздние времена отличавшийся разнузданностью;
- Мегалезии (Ludi Megalenses) — в честь великой матери богов, по поводу перенесения в 204 году её символа, чёрного камня, из фригийского Пессинунта в Рим;
- Плебейские игры (Ludi Plebeii) — учреждённые в республиканское время; проходили в Фламиниевом цирке;
- Вековые (эпохальные) игры (Ludi Saeculares) — справлявшиеся приблизительно раз в сто лет. Были учреждены консулом Валерием Публиколой и совершались каждый раз после предварительной справки в Сивиллиных книгах, так что случалось, что между двумя празднествами протекало и более ста лет, например, 110. Праздник длился 3 дня и 3 ночи, причём допускались свободные отношения между полами, так что Август (во время игр 17 г. до н.э.) разрешил молодёжи обоего пола участвовать в празднествах не иначе как под надзором старших. Празднествам предшествовало объявление о приближении их глашатаями по всей Италии. Они начинались торжественной помпой и жертвами; ночи проходили в пении, танцах и театральных представлениях. Заканчивались игры пением юбилейного гимна «Вековая песнь» (Carmen Saeculare), написанного Горацием по императорскому заказу в 17 г. до н. э.[1] Согласно надписи на мраморной табличке (сохранилась) впервые его исполнил хор из 27 юношей и 27 девушек.
- Августалии (Ludi Augustales) — три различных праздника в честь императора Августа: первый справлялся в день его рождения, второй в день благополучного возвращения из путешествия по Востоку, третий был учреждён в его честь уже после его смерти, как Divus Augustus.